# Фанранг-Тхаптјам
Фанранг-Тхаптјам (виј. Phan Rang-Tháp Chàm) је град у Вијетнаму у покрајини Ninh Thuận. Према резултатима пописа 2009. у граду је живело 162.941 становника.